# Verticordia pritzelii
Verticordia pritzelii là một loài thực vật có hoa trong Họ Đào kim nương. Loài này được Diels miêu tả khoa học đầu tiên năm 1904.

## Hình ảnh

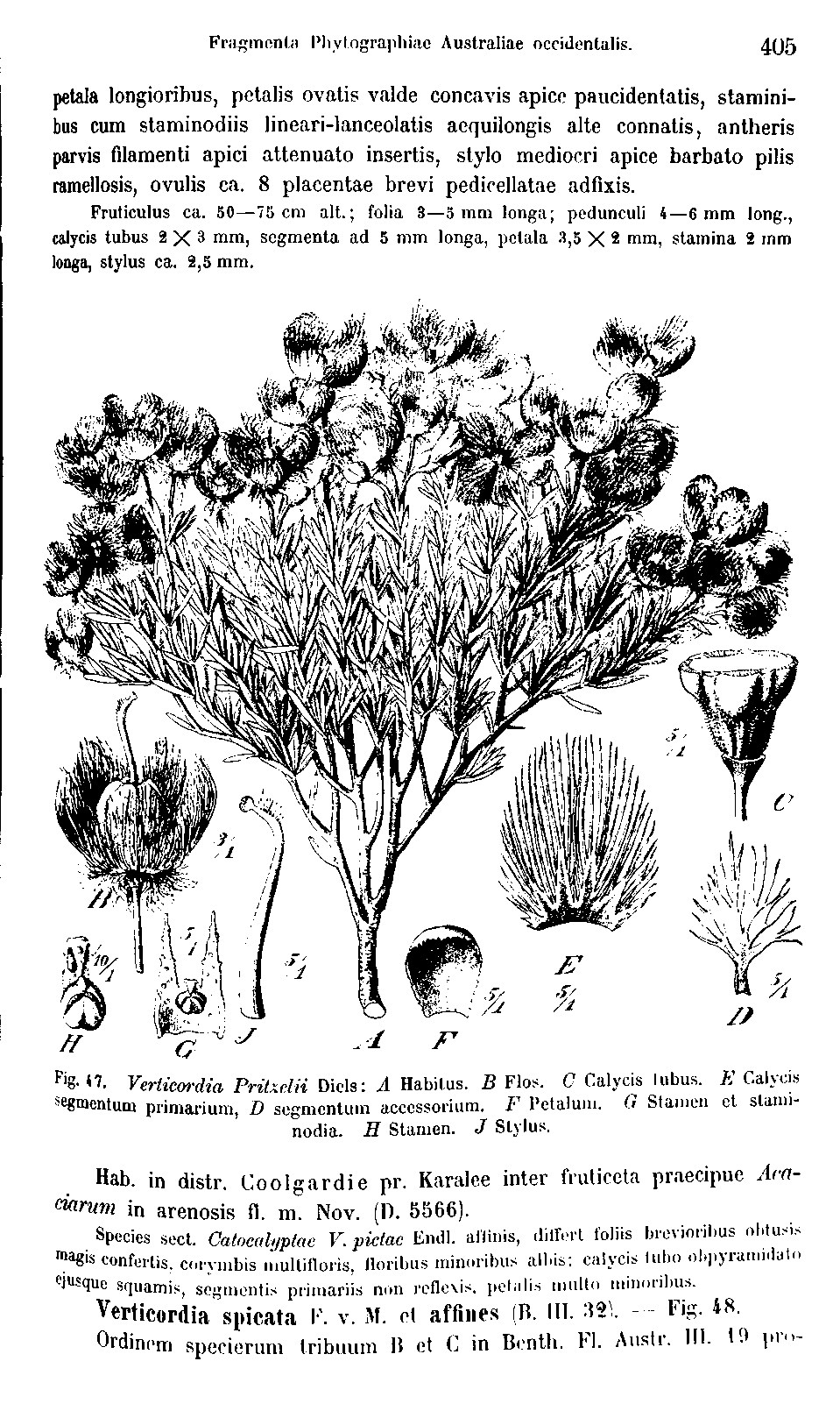
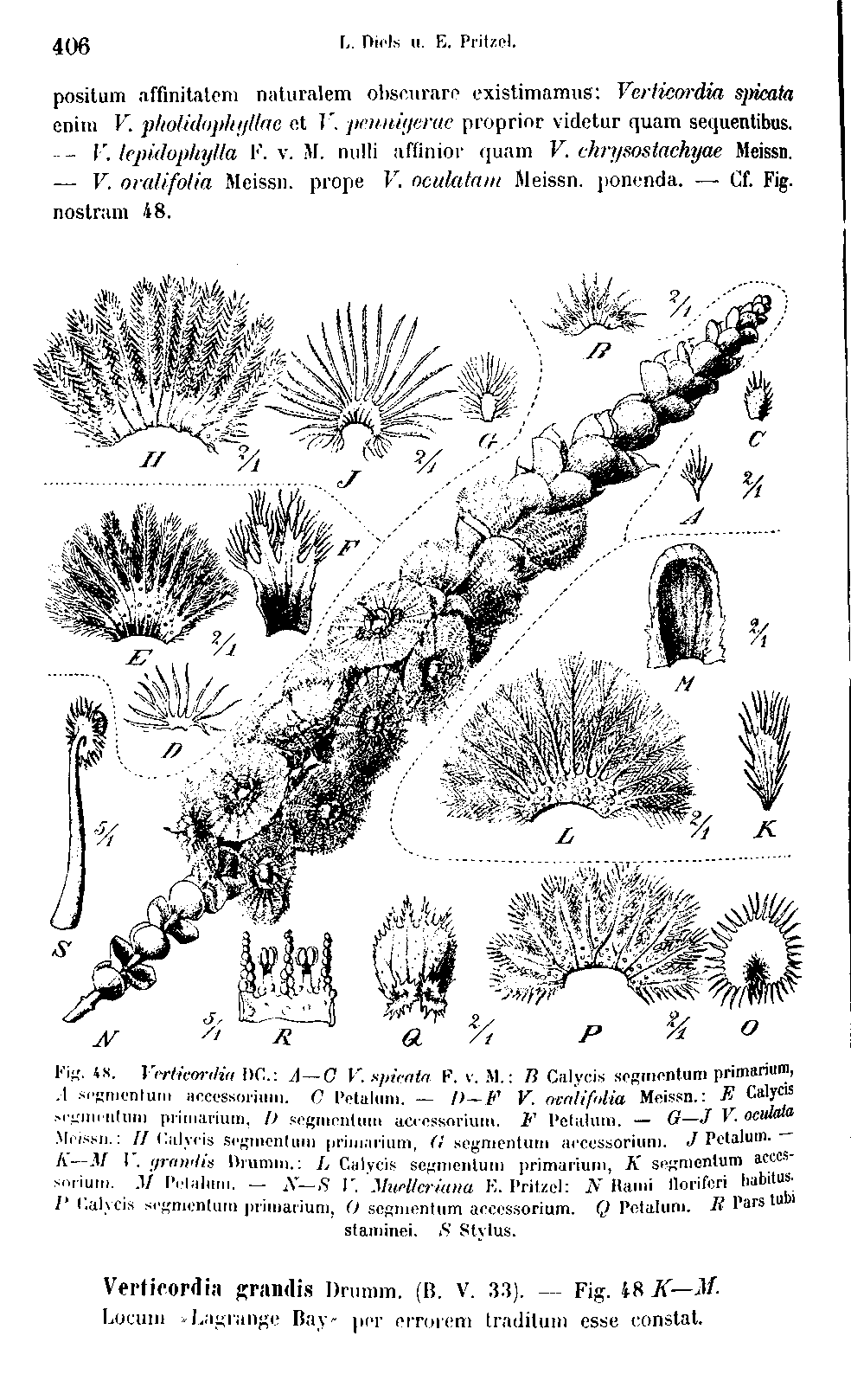